# Arok Wolvengrey
Arok Wolvengrey (/ˈærək ˈwʊlvən.ɡreɪ/ nascut a Saskatoon, Saskatchewan) és un lingüista conegut pel seu treball amb llengües ameríndies.
Wolvengrey va rebre la seva llicenciatura a la Universitat de Saskatchewan, el seu màster en la Universitat de Winnipeg, i el seu Doctorat en la Universitat d'Amsterdam.
El 15 d'octubre de 2001, Wolvengrey va publicar el que es considera com el més extens fins a la data diccionari cree-anglès. L'obra de dos volums, titulada ᓀᐦᐃᔭᐍᐏᐣ: ᐃᑗᐏᓇ / nēhiýawēwin: itwēwina / Cree: Words, inclou 15.000 entrades cree-anglès i 35.000 anglès-cree.
Pel 2006 Wolvengrey ensenyava i treballava com a Coordinador de Lingüística al Departament de Llengües Indígenes, Literatura i Lingüística a la Universitat de les Primeres Nacions del Canada (FNUC), campus Universitat de Regina. Ofereix regularment classes centrades en la sintaxi i les llengües d'Amèrica.

## Obra
- Wolvengrey, Arok, ed. ᓀᐦᐃᔭᐍᐏᐣ: ᐃᑗᐏᓇ / nēhiýawēwin: itwēwina/Cree: Words. Canadian Plains Research Center, 15 October 2001. ISBN 0-88977-127-8.
- New Cree dictionary launched Arxivat 2007-03-12 a Wayback Machine. (University of Regina press release, 15 October 2001)